# Заливское сельское поселение
Заливское се́льское поселе́ние — муниципальное образование в Октябрьском районе Волгоградской области Российской Федерации.
Административный центр — хутор Заливский.

## История
Статус и границы сельского поселения установлены Законом Волгоградской области от 15 декабря 2004 года № 968-ОД «Об установлении границ и наделении статусом Октябрьского района и муниципальных образований в его составе».

## Население
| 2010  | 2012  | 2013  | 2014  | 2015  | 2016  | 2017  |
| ----- | ----- | ----- | ----- | ----- | ----- | ----- |
| 1519  | ↘1496 | ↘1469 | ↘1448 | ↘1439 | ↘1432 | ↘1420 |
| 2018  | 2019  | 2020  | 2021  |       |       |       |
| ↘1409 | ↘1376 | ↘1375 | ↘1366 |       |       |       |

## Состав сельского поселения
| № | Населённый пункт | Тип населённого пункта        | Население |
| - | ---------------- | ----------------------------- | --------- |
| 1 | Водянский        | хутор                         | ↘248      |
| 2 | Заливский        | хутор, административный центр | ↗896      |
| 3 | Чиков            | хутор                         | 375       |